# Mecenat

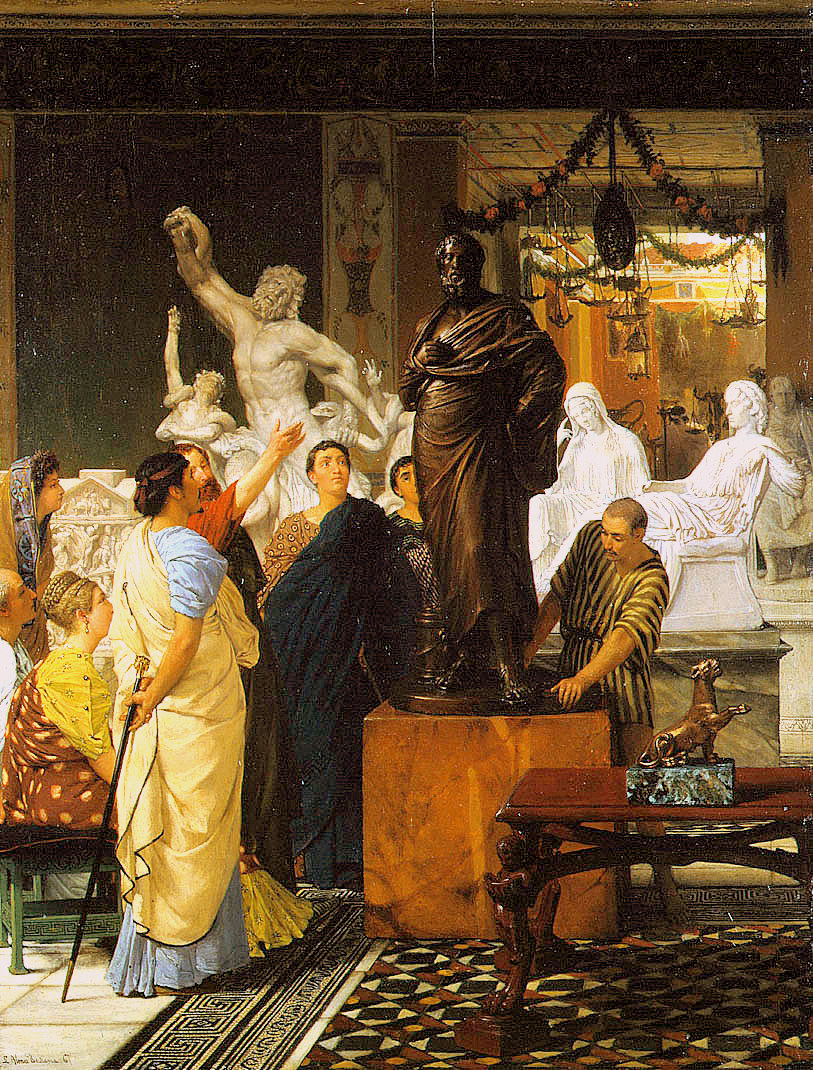
Galeria rzeźby w Rzymie czasów Augusta (mal. L. Alma-Tadema, 1867)

Mecenat − opieka wpływowych i bogatych miłośników, amatorów literatury i sztuki nad twórcami. Na ogół łączona z finansowym wspieraniem tych osób i ich poczynań. 
W potocznym użyciu mecenasem jest nazywany protektor artystów, pisarzy i uczonych, osoba dbająca o rozwój sztuki, literatury, nauki. Określenie pochodzi od nazwiska Gajusza Cilniusza Mecenasa, opiekuna artystów i poetów, przyjaciela i doradcy Oktawiana Augusta.
Dawny mecenat dworski, królewski, magnacki, kościelny (szczególnie papieski) zastąpiły w czasach współczesnych formy opieki sprawowanej przez wyspecjalizowane instytucje społeczne, np. fundacje państwowe i prywatne. Wielkim mecenasem sztuki w Polsce był Stanisław August Poniatowski. Finansował liczne przedsięwzięcia artystyczne, wielokrotnie zaciągając w tym celu pożyczki. Wiele osób zarzucało mu (jako panującemu) trwonienie pieniędzy na sztukę, gdy brakowało funduszy na wojsko oraz inne potrzeby państwa. W ostatnich czasach mecenasem artystów jest zazwyczaj państwo, co wywołuje rozmaite dyskusje na temat obustronnych uprawnień.